# رايموند ر. رايت
رايموند ر. رايت (بالإنجليزية: Raymond R. Wright)‏ هو عسكري أمريكي، ولد في 15 ديسمبر 1945 في Moriah, New York ‏ في الولايات المتحدة، وتوفي في 24 سبتمبر 1999.